# Comuna Vrânceni, Zastavna
Vrânceni (în ucraineană Веренчанка, transliterat: Verenceanka) este o comună în raionul Zastavna, regiunea Cernăuți, Ucraina, formată din satele Iablunivka și Vrânceni (reședința).

## Demografie
Componența lingvistică a comunei Vrânceni
     Ucraineană (99,31%)
     Alte limbi (0,64%)
Conform recensământului din 2001, majoritatea populației comunei Vrânceni era vorbitoare de ucraineană (99,31%), existând în minoritate și vorbitori de alte limbi.